# منحيات حامض الصفراء
منحيات حامض الصفراء (بالإنجليزية: Bile acid sequestrant)‏ هي مجموعة من الأدوية المستخدمة لربط بعض مكونات الصفراء في الجهاز الهضمي.
تقوم هذه الأدوية بتعطيل الدورة المعوية-الكبدية من لحامض الصفراء عن طريق عزلها ومنع إعادة امتصاصها من الأمعاء.
بصورة عامة، تصنف أدوية تخفيض الكوليسترول، كما يمكن أن تستخدم لأغراض أخرى غير خفض نسبة الكوليسترول، فهي تستخدم في علاج الإسهال المزمن بسبب سوء امتصاص حامض الصفراء.

## الفعالية الدوائية
منحيات حامض الصفراء هي مركبات بوليمر تعمل على شكل راتنجات التبادل الأيوني . تقوم منحيات حامض الصفراء بمبادلة الأيونات السالبة مثل أيونات الكلوريد مع أحماض الصفراء . بهذا فإنها تتربط بأحماض الصفراء وتنحيها من الدورة المعوية-الكبدية .
ولكون منحيات حامض الصفراء هي تراكيب البوليمرية كبيرة ، فلا يتم امتصاصها بشكل جيد من الأمعاء إلى مجرى الدم. وهكذا فإن منحيات حامض الصفراء ترتبط بالأدوية الأخرى وتفرز عن طريق البراز بعد المرور عبر القناة الهضمية.

## الاستخدامات
لأن منشأ أحماض الصفراء من الكولسترول ، فإن أي عرقلة في إعادة امتصاص أحماض الصفراء سيؤدي إلى خفض مستويات الكولسترول ، وبخاصة اللايبوبروتين LDL ، (المعروف باسم "الكولسترول السيء"). لذا، قد يمكن استخدامها لعلاج ارتفاع الكولسترول .
في أمراض الكبد المزمنة مثل تليف الكبد ، ويمكن أن تتجمع أحماض الصفراء في الجلد، مسببة الحكة. وبالتالي، يمكن استخدام منحيات حامض الصفراء لمنع الحكة في المرضى الذين يعانون من أمراض الكبد المزمنة.
بالإضافة، قد يكون سبب الإسهال هو زيادة نسبة أملاح الصفراء التي تدخل في القولون بدلا من أن يتم امتصاصها في نهاية الأمعاء الدقيقة . وتحدث هذه الحالة في داء كرون ، وهي حالة سوء امتصاص لأحماض الصفراء تحدث بعد جراحة في الأمعاء الدقيقة ، إضافة إلى عدد من الأسباب المعدية المعوية الأخرى ، وقد تكون الحالة مجهولة السبب . كما أن إسهال أملا ح الصفراء هو من الآثار الجانبية لإزالة المرارة . فيمكن لمنحيات حامض الصفراء للحد من الإسهال في هؤلاء المرضى.
ويمكن لمنحيات حامض الصفراء أن تستخدم لعلاج فرط الدرقية باعتباره علاجا مساعدا. عن طريق تثبيط التداول المعوي-الكبدي، سيتم فقدان هرمون الغدة الدرقية (ثايروكسين) عن طريق التبرز، وبالتالي خفض مستويات هرمون الغدة الدرقية (ثايروكسين) في الجسم.

## دورها في الاستخدامات العلاجية
انحسر استخدام منحيات حامض الصفراء بعد انتشار استخدام الستاتينات والتي هي أكثر فعالية في تخفيض مستوى اللايبوبروتين LDL وكذلك بعد انتشار استخدام الفايبرات لكنها ما زالت تستخدم أحيانا كعلاج مرافق خصوصا مع الفايبرات .
وبسبب كون منحيات حامض الصفراء لا يتم امتصاصها من القناة الهضمية فإنها تعد أمينة الاستخدام عند الحوامل . لكن من مشاكلها أنها تؤثر على امتصاص الكثير من الأدوية والمواد الغذائية خصوصا الفيتامينات ، لذلك يج التنبيه على هذه المسألة لأنها من الممكن أن تؤدي إلى حالات نقص الفيتامينات في الأجنة . كما يجب التنبيه إلى أن أخذ الفيتامينات يجب أن يكون يفترات متفاوتة مع منحيات حامض الصفراء كي لا تتداخل .
منحيات حامض الصفراء تستخدم أيضا في حالات سوء امتصاص أحماض الصفراء من الأمعاء الدقيقة لمعالجة أعراض الإسهال في تلك الحالات . وقد تم استخدام عدة أدوية بنجاح مثل كوليسترامين وكوليستيبول وكوليسيفيلام لكن الكثير من المرضى وجدوا صعوبة في تقبلها بسبب أعراض الغازات وآلام البطن التي ازدادت أعراضها .
كوليسترامين أيضا استخدم في علاج حالات التهاب القولون الغشائي الكاذب الناجم عن العدوى ببكتيريا اسمها المطثية العسيرة (Clostridium difficile) ، حيث أنه يقوم بامتصاص سموم من نوع ذيفان (أ) و (ب) .

## أمثلة على منحيات حامض الصفراء
- كوليسترامين
- كوليستيبول
- كوليستيلان
- كوليكستران
- كوليسيفيلام

## الأعراض الجانبية
لكون هذه الأدوية مصممة لتكون غير قابلة للامتصاص وأنها تقوم بدورها داخل القناة الهضمية لذلك أعراضها الجانبية لا تتعدى أعراض في الجهاز الهضمي مثل آلام المعدة والأمعاء والإمساك والإسهال والغازات .

## التفاعلات الدوائية
بصورة عامة ، فإن منحيات حامض الصفراء تعرقل امتصاص الكثير من الأدوية لذلك يجب الفصل بين تناول منحيات حامض الصفراء وبقية الأدوية بحيث تؤخذ تلك الأدوية ساعتين قبل منحيات حامض الصفراء أو أربع ساعات بعدها .
إضافة إلى ذلك فهنالك احتمالية حدوث نقص في الفيتامينات الدهنية مثل فيتامين ألف وفيتامين دي وفيتامين إي وفيتامين ك . لذلك يجب الانتباه لذلك لأجل تعويض النقص وتجنب حدوث تفاعل دوائي بينهما .